# سد کودیات اکردون
سد کودیات اکردون (به عربی: سد کدیة أسردون) یک سد وزنی در الجزایر است که در Lakhdaria واقع شده‌است.